# 肉刺双盖蕨
肉刺双盖蕨（学名：Diplazium simile）也称肉刺短肠蕨，为蹄盖蕨科双盖蕨属下的一个种。